# Chrysis fulgida
Chrysis fulgida — вид ос з родини Chrysididae.

## Біологія
Паразитує на осах-евменінах. Серед хазяїв види роду Symmorphus (S. allobrogus, S. bifasciatus, S. crassicornis та S. murarius), а також, можливо, Ancistrocerus parietum.

## Синоніми
- ornatrix Christ, 1791;
- apricans Gravenhorst, 1807;
- stoudera Jurine, 1807;
- ocellata Blanchard, 1840;
- studeri Labram and Imhof, 1842;
- cruenta Mocsary, 1883 (var.);
- concolor Mocsary, 1912 (var.);
- smaragdula Hellen, 1912 (ab.);
- ignitoides Marechal, 1937 (var.);
- aurolimbata Moczar, 1946 (var.);
- aequicolor Linsenmaier, 1968.

## Поширення
Транспалеарктичний вид, зустрічається від Європи до Далекого Сходу та Китаю.

## Галерея

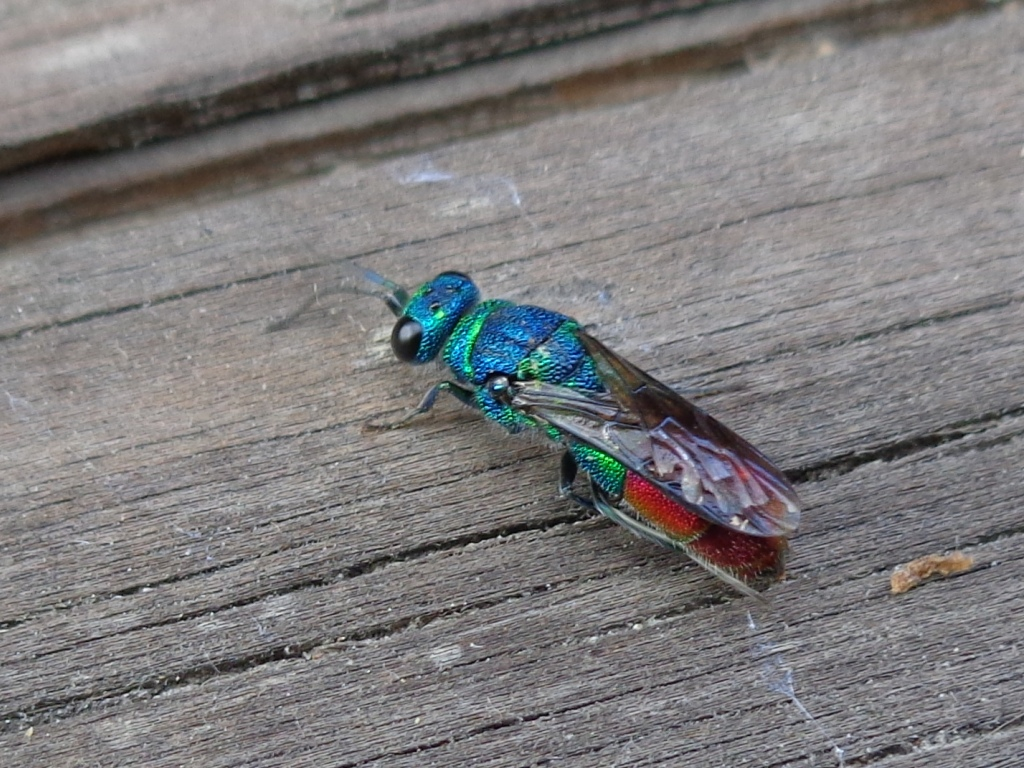
Самиця Chrysis fulgida